# Svedala (plaats)
Svedala is de hoofdplaats van de gemeente Svedala in Skåne de zuidelijkste provincie van Zweden. De plaats heeft een inwoneraantal van 9593 (2005) en een oppervlakte van 463 hectare.

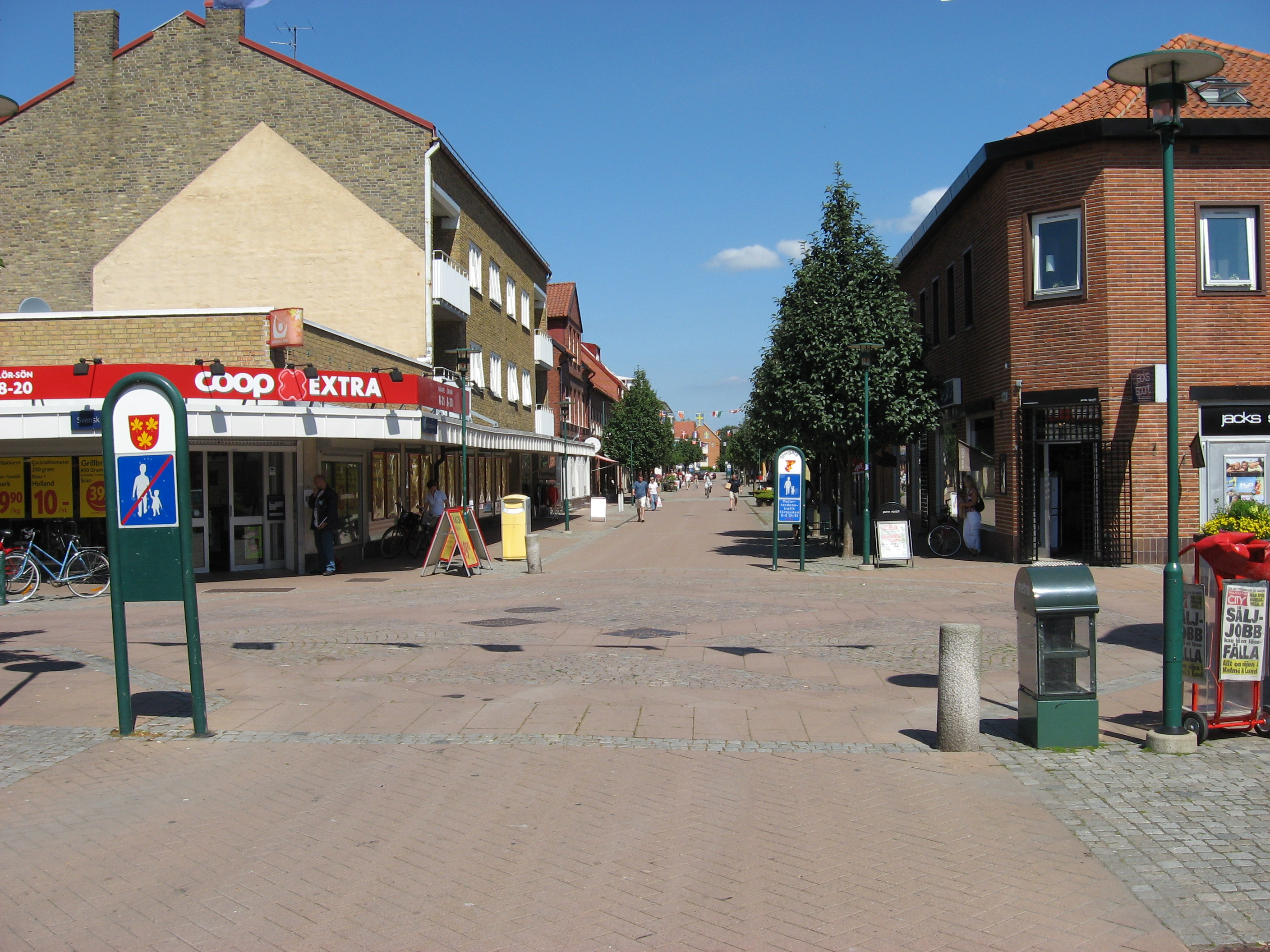
Straat in Svedala
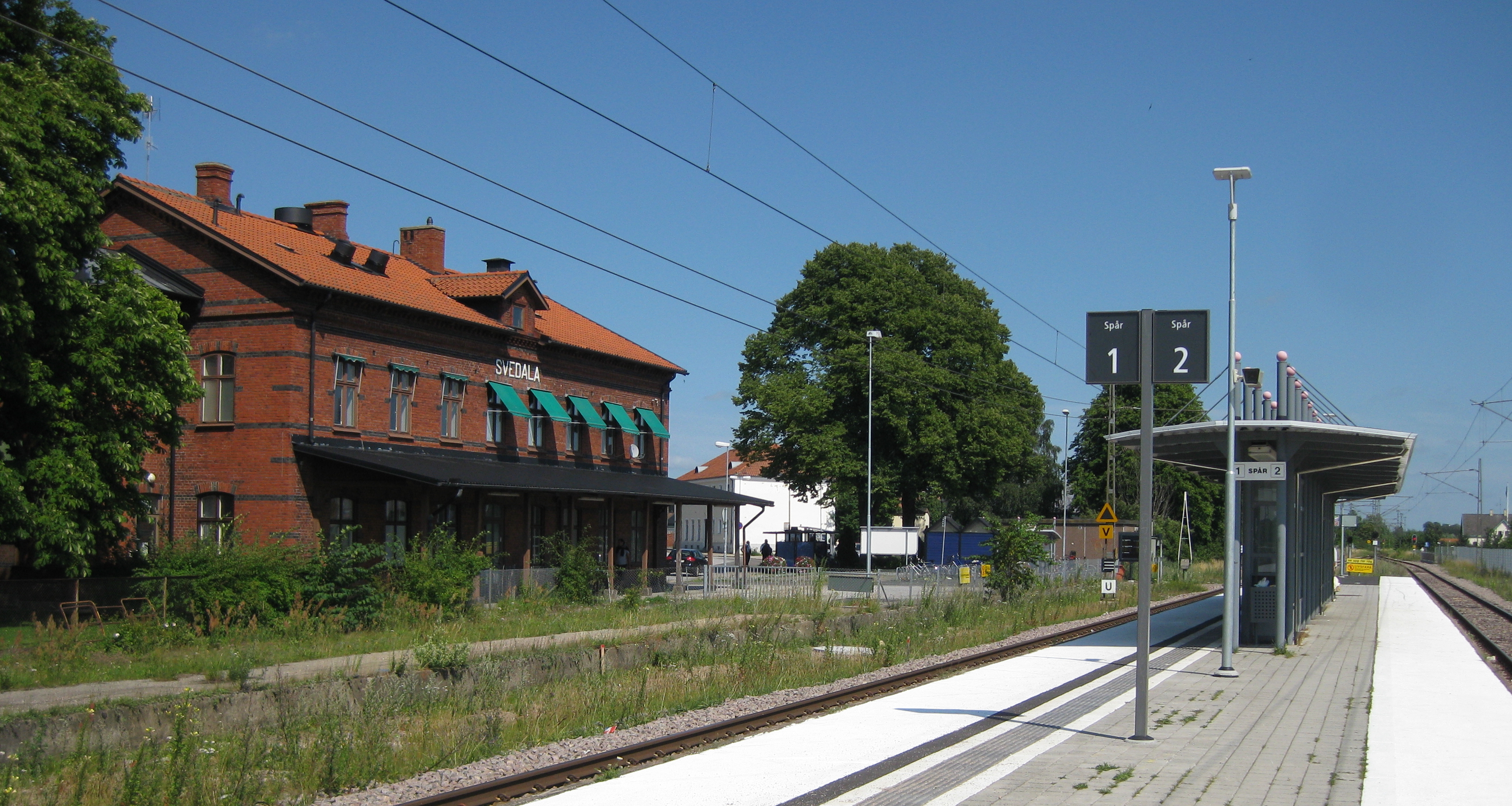
Station van Svedala
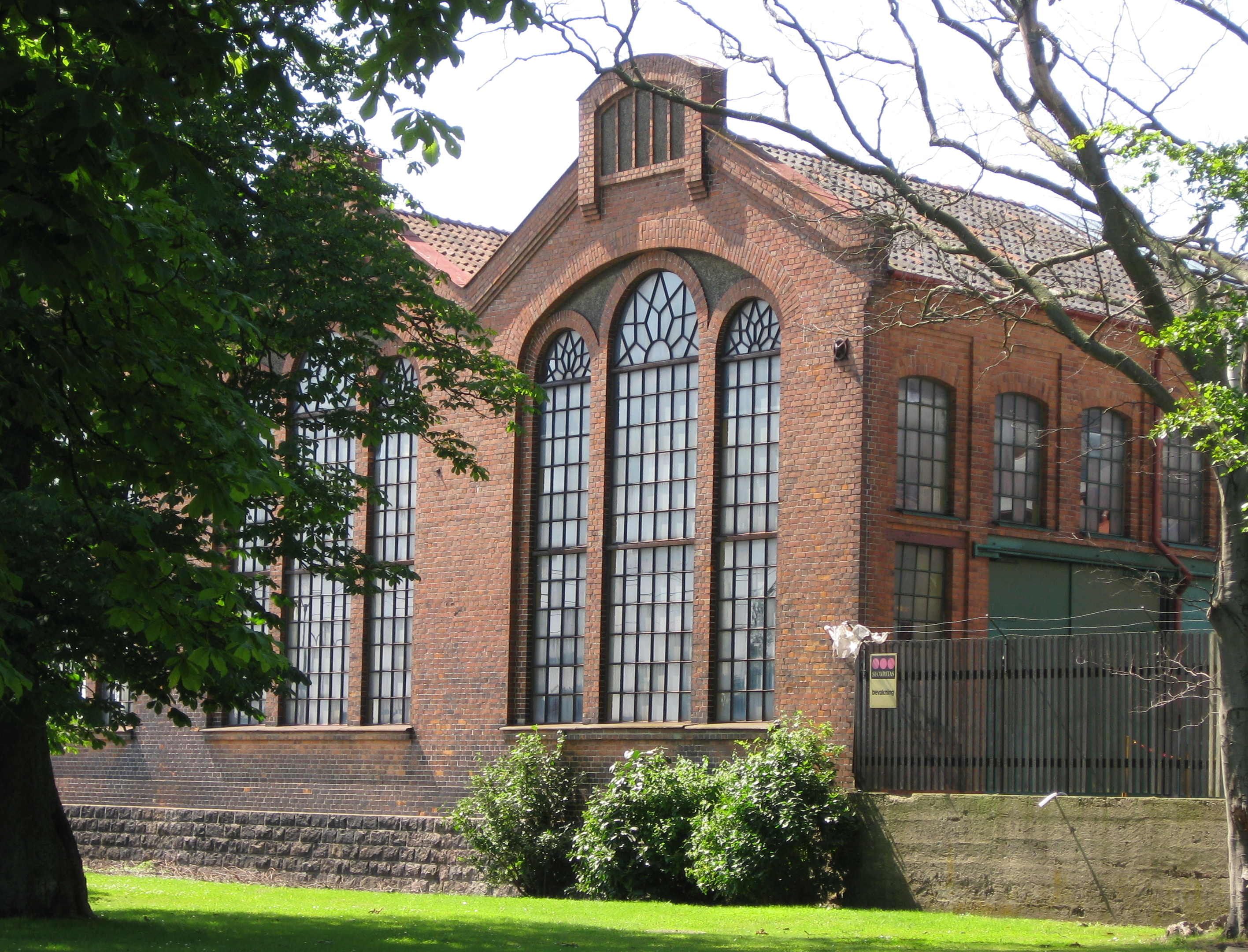
Oude fabriek in Svedala

## Verkeer en vervoer
Bij de plaats lopen de E65 en Länsväg 108.
De plaats heeft een station aan de spoorlijn Malmö - Ystad en vroeger ook aan de Landskrona - Lund - Trelleborgs Järnväg.

## Geboren
- Peter Hanson (1977), golfer